# 1991 TQ
1991 TQ är en asteroid i huvudbältet som upptäcktes den 1 oktober 1991 av den australiensiske astronomen Robert H. McNaught vid Siding Spring-observatoriet.
Asteroiden har en diameter på ungefär 8 kilometer.